# Zhao Jing (Leichtathletin)
Zhao Jing (chinesisch 趙 婧 / 赵 婧, Pinyin Zhào Jìng; * 9. Juli 1988) ist eine chinesische Mittelstreckenläuferin.
2012 siegte sie bei den Leichtathletik-Hallenasienmeisterschaften über 800 m und 2013 bei den Ostasienspielen in Tianjin über 1500 m. Bei den Asienspielen 2014 in Incheon gewann sie Bronze über 800 m.
2015 holte sie bei den Leichtathletik-Asienmeisterschaften über 1500 m Silber und schied bei den Leichtathletik-Weltmeisterschaften in Peking über 800 m im Vorlauf aus.

## Persönliche Bestzeiten
- 800 m: 1:59,48 min, 1. Oktober 2014, Incheon
  - Halle: 2:04,15 min, 19. Februar 2012, Hangzhou
- 1000 m: 2:40,53 min, 2. September 2014, Changbaishan
- 1500 m: 4:10,67 min, 9. September 2011, Hefei